# Kornschnecken
Die Kornschnecken (Chondrinidae) sind eine Familie der Schnecken aus der Unterordnung der Landlungenschnecken (Stylommatophora). Die Familie umfasst rund 60 Arten, die im Wesentlichen in der westlichen Paläarktis vorkommen.

## Merkmale
Die Gehäuse sind hochkonisch und leicht spindelförmig. Sie sind rund 5 bis 10 mm hoch. Die Mündung ist meist breit umgeschlagen, in die Mündung ragen meist über 10 Zähne und Falten hinein. Die Außenseite ist glatt oder fein berippt. Meist sind sie dunkelbraun oder hornfarben. Im zwittrigen Genitalapparat ist ein Penis mit Epiphallus ausgebildet. Die innere Wand des Penis ist intern gefaltet. Die Grenze zwischen Penis und Epiphallus wird durch einen Blindsack (Caecum) markiert; dieser kann allerdings auch fehlen. Der Penisretraktor setzt unterhalb der Mitte am Penis an. Der Epiphallus geht allmählich in den Samenleiter (Vas deferens) über.

## Vorkommen und Lebensweise
Die Familie ist überwiegend in Südwestasien, im südlichen Europa und Nordafrika verbreitet. Das altweltliche Vorkommen reicht im Norden bis nach Mitteleuropa hinein, im Osten bis zum Kopet Dag (in der Grenzregion von Turkmenistan und dem Iran), im Südosten bis auf die Arabische Halbinsel. Die westlichsten natürlichen Vorkommen sind auf den Kanarischen Inseln. Die Tiere leben auf Felsen und ernähren sich durch Abweiden von endolithischen Flechten. Dazu wird die Oberfläche des Gesteins (einschließlich der Flechten) mit Hilfe der Radula abgeraspelt.

## Systematik
Die Familie der Kornschnecken (Chondrinidae) ist nach Bouchet & Rocroi (2005) eine von 13 Familien der Überfamilie Pupilloidea. Schileyko (1998) stellt sie dagegen in eine Überfamilie Chondrinoidea, zu der er neben den Chondrinidae auch die Pyramidenschnecken (Pyramidulidae) stellt. Die Einteilung der Familie in zwei Unterfamilien und sechs Gattungen erfolgt nach Kokshoorn (2008). Schileyko (1998) verwendet eine andere Einteilung auf Gattungsebene (Granopupa als Untergattung zu Chondrina, Rupestrella als Synonym dazu), was aber nicht allgemein anerkannt wurde und auch durch die Untersuchungen von Kokshoorn nicht gestützt wird. Weitere Gattungen (z. B. Fauxulus, Odontocyclas), die von Schileyko (1998) zu den Chondrinidae gestellt werden, gehören nach der Meinung der meisten Malakologen in die Familie Orculidae.
- Kornschnecken (Chondrinidae Steenberg, 1925)
- Unterfamilie Chondrininae
  - Gattung Abida Turton, 1831
  - Gattung Chondrina Reichenbach, 1828
  - Gattung Rupestrella Monterosato, 1894
- Unterfamilie Granariinae
  - Gattung Granaria Held, 1837
  - Gattung Granopupa O.Boettger, 1889
  - Gattung Solatopupa Pilsbry, 1917